# Associazione Calcio Novara 1965-1966
Questa pagina raccoglie le informazioni riguardanti l'Associazione Calcio Novara nelle competizioni ufficiali della stagione 1965-1966.

## Rosa
| N. |                   | Ruolo | Calciatore          |
| -- | ----------------- | ----- | ------------------- |
|    | Italia (bandiera) | A     | Enrico Bramati      |
|    | Italia (bandiera) | A     | Giuseppe Broggi     |
|    | Italia (bandiera) | D     | Bruno Canto         |
|    | Italia (bandiera) | A     | Roberto Cei         |
|    | Italia (bandiera) | D     | Mauro Colla         |
|    | Italia (bandiera) | D     | Danilo Colombo      |
|    | Italia (bandiera) | A     | Renato Gavinelli    |
|    | Italia (bandiera) | P     | Fausto Lena         |
|    | Italia (bandiera) | C     | Riccardo Mascheroni |
|    | Italia (bandiera) | D     | Giorgio Miazza      |

| N. |                   | Ruolo | Calciatore         |
| -- | ----------------- | ----- | ------------------ |
|    | Italia (bandiera) | A     | Giorgio Milanesi   |
|    | Italia (bandiera) | A     | Angelo Pereni      |
|    | Italia (bandiera) | D     | Luigi Pogliana     |
|    | Italia (bandiera) | C     | Franco Radaelli    |
|    | Italia (bandiera) | P     | Aldo Raffaghelli   |
|    | Italia (bandiera) | C     | Celestino Testa    |
|    | Italia (bandiera) | D     | Giovanni Udovicich |
|    | Italia (bandiera) | D     | Umberto Volpati    |
|    | Italia (bandiera) | A     | Gianluca Zamboni   |

## Risultati

### Serie B

#### Girone di andata
| 5 settembre 1965 1ª giornata | Novara | 1 – 1 | Venezia |  |

| 12 settembre 1965 2ª giornata | Monza | 2 – 2 | Novara |  |

| 19 settembre 1965 3ª giornata | Novara | 3 – 0 | Trani |  |

| 26 settembre 1965 4ª giornata | Novara | 1 – 1 | Catanzaro |  |

| 3 ottobre 1965 5ª giornata | Reggiana | 0 – 0 | Novara |  |

| 10 ottobre 1965 6ª giornata | Novara | 1 – 3 | Mantova |  |

| 17 ottobre 1965 7ª giornata | Pro Patria | 0 – 1 | Novara |  |

| 24 ottobre 1965 8ª giornata | Modena | 0 – 0 | Novara |  |

| 31 ottobre 1965 9ª giornata | Novara | 1 – 1 | Padova |  |

| 7 novembre 1965 10ª giornata | Livorno | 0 – 0 | Novara |  |

| 14 novembre 1965 11ª giornata | Novara | 1 – 1 | Messina |  |

| 21 novembre 1965 12ª giornata | Palermo | 0 – 0 | Novara |  |

| 28 novembre 1965 13ª giornata | Novara | 0 – 0 | Pisa |  |

| 5 dicembre 1965 14ª giornata | Alessandria | 1 – 1 | Novara |  |

| 12 dicembre 1965 15ª giornata | Novara | 3 – 0 | Potenza |  |

| 19 dicembre 1965 16ª giornata | Genoa | 0 – 0 | Novara |  |

| 2 gennaio 1966 17ª giornata | Novara | 1 – 4 | Reggina |  |

| 9 gennaio 1966 18ª giornata | Lecco | 4 – 0 | Novara |  |

| 16 gennaio 1966 19ª giornata | Verona | 0 – 0 | Novara |  |

#### Girone di ritorno
| 6 febbraio 1966 20ª giornata | Venezia | 5 – 2 | Novara |  |

| 13 febbraio 1966 21ª giornata | Novara | 0 – 1 | Monza |  |

| 20 febbraio 1966 22ª giornata | Trani | 2 – 2 | Novara |  |

| 27 febbraio 1966 23ª giornata | Catanzaro | 3 – 0 | Novara |  |

| 6 marzo 1966 24ª giornata | Novara | 1 – 0 | Reggiana |  |

| 20 marzo 1966 25ª giornata | Mantova | 1 – 0 | Novara |  |

| 27 marzo 1966 26ª giornata | Novara | 1 – 1 | Pro Patria |  |

| 3 aprile 1966 27ª giornata | Novara | 1 – 1 | Modena |  |

| 10 aprile 1966 28ª giornata | Padova | 3 – 1 | Novara |  |

| 17 aprile 1966 29ª giornata | Novara | 1 – 0 | Livorno |  |

| 24 aprile 1966 30ª giornata | Messina | 0 – 0 | Novara |  |

| 1º maggio 1966 31ª giornata | Novara | 0 – 0 | Palermo |  |

| 8 maggio 1966 32ª giornata | Pisa | 0 – 1 | Novara |  |

| 15 maggio 1966 33ª giornata | Novara | 0 – 1 | Alessandria |  |

| 22 maggio 1966 34ª giornata | Potenza | 1 – 2 | Novara |  |

| 29 maggio 1966 35ª giornata | Novara | 1 – 1 | Genoa |  |

| 5 giugno 1966 36ª giornata | Reggina | 3 – 0 | Novara |  |

| 12 giugno 1966 37ª giornata | Novara | 0 – 0 | Lecco |  |

| 19 giugno 1966 38ª giornata | Novara | 2 – 1 | Verona |  |

## Statistiche

### Statistiche di squadra
| Competizione | Punti | In casa | In casa | In casa | In casa | In casa | In casa | In trasferta | In trasferta | In trasferta | In trasferta | In trasferta | In trasferta | Totale | Totale | Totale | Totale | Totale | Totale | DR  |
| Competizione | Punti | G       | V       | N       | P       | Gf      | Gs      | G            | V            | N            | P            | Gf           | Gs           | G      | V      | N      | P      | Gf     | Gs     | DR  |
| ------------ | ----- | ------- | ------- | ------- | ------- | ------- | ------- | ------------ | ------------ | ------------ | ------------ | ------------ | ------------ | ------ | ------ | ------ | ------ | ------ | ------ | --- |
| Serie B      | 36    | 19      | 5       | 10      | 4       | 19      | 17      | 19           | 3            | 10           | 6            | 12           | 25           | 38     | 8      | 20     | 10     | 31     | 42     | -11 |
| Coppa Italia |       | 1       | 0       | 0       | 1       | 0       | 1       | -            | -            | -            | -            | -            | -            | 1      | 0      | 0      | 1      | 0      | 1      | -1  |
| Totale       |       | 20      | 5       | 10      | 5       | 19      | 18      | 19           | 3            | 10           | 6            | 12           | 25           | 39     | 8      | 20     | 11     | 31     | 43     | -12 |

### Statistiche dei giocatori
| Giocatore      | Serie B  | Serie B | Coppa Italia | Coppa Italia | Totale   | Totale |
| Giocatore      | Presenze | Reti    | Presenze     | Reti         | Presenze | Reti   |
| -------------- | -------- | ------- | ------------ | ------------ | -------- | ------ |
| E. Bramati     | 35       | 10      | 1            | 0            | 36       | 10     |
| G. Broggi      | 23       | 1       | -            | -            | 23       | 1      |
| B. Canto       | 30       | 2       | 1            | 0            | 31       | 2      |
| R. Cei         | 33       | 5       | 1            | 0            | 34       | 5      |
| M. Colla       | 2        | 1       | -            | -            | 2        | 1      |
| D. Colombo     | 8        | 0       | -            | -            | 8        | 0      |
| R. Gavinelli   | 4        | 1       | -            | -            | 4        | 1      |
| F. Lena        | 37       | -40     | 1            | -1           | 38       | -41    |
| R. Mascheroni  | 24       | 2       | 1            | 0            | 25       | 2      |
| G. Miazza      | 30       | 0       | 1            | 0            | 31       | 0      |
| G. Milanesi    | 28       | 1       | 1            | 0            | 29       | 1      |
| A. Pereni      | 37       | 5       | 1            | 0            | 38       | 5      |
| L. Pogliana    | 20       | 0       | 1            | 0            | 21       | 0      |
| F. Radaelli    | 34       | 0       | 1            | 0            | 35       | 0      |
| A. Raffaghelli | 3        | -2      | -            | -            | 3        | -2     |
| C. Testa       | 8        | 0       | -            | -            | 8        | 0      |
| G. Udovicich   | 35       | 1       | 1            | 0            | 36       | 1      |
| U. Volpati     | 26       | 0       | -            | -            | 26       | 0      |
| G. Zamboni     | 3        | 0       | 1            | 0            | 4        | 0      |